# Arena Football League 2003
Die Arena-Football-League-Saison 2003 war die 17. Saison der Arena Football League (AFL). Ligameister wurden die Tampa Bay Storm, die die Arizona Rattlers im ArenaBowl XVII bezwangen.

## Teilnehmende Mannschaften
| Anzahl Mannschaften | 16                                      |
| ------------------- | --------------------------------------- |
| Neu in der Liga     | Las Vegas Gladiators, Colorado Crush    |
| Ausgeschieden       | New Jersey Gladiators, Toronto Phantoms |

## Regular Season
| Team                   | Overall | Overall | Overall |
| Team                   | S       | N       | SQ      |
| ---------------------- | ------- | ------- | ------- |
| National Conference    |         |         |         |
| Eastern Division       |         |         |         |
| x-New York Dragons     | 8       | 8       | 0.500   |
| y-Detroit Fury         | 8       | 8       | 0.500   |
| y-Las Vegas Gladiators | 8       | 8       | 0.500   |
| Buffalo Destroyers     | 5       | 11      | 0.312   |
| Southern Division      |         |         |         |
| x-Tampa Bay Storm      | 12      | 4       | 0.750   |
| y-Orlando Predators    | 12      | 4       | 0.750   |
| y-Georgia Force        | 8       | 8       | 0.500   |
| Carolina Cobras        | 0       | 16      | 0.000   |
| American Conference    |         |         |         |
| Central Division       |         |         |         |
| x-Dallas Desperados    | 10      | 6       | 0.625   |
| y-Grand Rapids Rampage | 8       | 8       | 0.500   |
| y-Chicago Rush         | 8       | 8       | 0.500   |
| Indiana Firebirds      | 6       | 10      | 0.375   |
| Western Division       |         |         |         |
| x-San Jose SaberCats   | 12      | 4       | 0.750   |
| y-Los Angeles Avengers | 11      | 5       | 0.687   |
| y-Arizona Rattlers     | 10      | 6       | 0.625   |
| Colorado Crush         | 2       | 14      | 0.125   |

Legende:
| Siege              | Niederlagen           | Unentschieden      | SQ gewonnene Spiele (relativ) |
| P+ gemachte Punkte | P- gegnerische Punkte | x = Division Titel | y = Playoffs erreicht         |

## Playoffs
|  | Wild Card Round | Wild Card Round |              |           | Viertelfinale | Viertelfinale |    |  | Halbfinale | Halbfinale |  |  | ArenaBowl XVII | ArenaBowl XVII |
|  |                 |                 |              |           |               |               |    |  |            |            |  |  |                |                |
|  |                 |                 |              |           |               |               |    |  |            |            |  |  |                |                |
|  |                 |                 |              |           |               |               |    |  |            |            |  |  |                |                |
|  | San Jose        | 69              |              |           |               |               |    |  |            |            |  |  |                |                |
|  | San Jose        | 69              | Dallas       | 45        |               |               |    |  |            |            |  |  |                |                |
|  |                 | Georgia         | Dallas       | 45        | 48            |               |    |  |            |            |  |  |                |                |
|  | Georgia         | Georgia         | 49           |           | 48            | San Jose      | 49 |  |            |            |  |  |                |                |
|  | Georgia         |                 | 49           |           |               | San Jose      | 49 |  |            |            |  |  |                |                |
|  |                 |                 |              | Arizona   | 66            |               |    |  |            |            |  |  |                |                |
|  | Los Angeles     | 63              |              | Arizona   | 66            |               |    |  |            |            |  |  |                |                |
|  | Los Angeles     | 63              | Arizona      | 69        |               |               |    |  |            |            |  |  |                |                |
|  |                 | Arizona         | Arizona      | 69        | 70            |               |    |  |            |            |  |  |                |                |
|  | Las Vegas       | Arizona         | 26           |           | 70            | Arizona       | 29 |  |            |            |  |  |                |                |
|  | Las Vegas       |                 | 26           |           |               | Arizona       | 29 |  |            |            |  |  |                |                |
|  |                 |                 |              | Tampa Bay | 43            |               |    |  |            |            |  |  |                |                |
|  | Tampa Bay       | 52              |              | Tampa Bay | 43            |               |    |  |            |            |  |  |                |                |
|  | Tampa Bay       | 52              | Grand Rapids | 54        |               |               |    |  |            |            |  |  |                |                |
|  |                 | Detroit         | Grand Rapids | 54        | 48            |               |    |  |            |            |  |  |                |                |
|  | Detroit         | Detroit         | 55           |           | 48            | Tampa Bay     | 60 |  |            |            |  |  |                |                |
|  | Detroit         |                 | 55           |           |               | Tampa Bay     | 60 |  |            |            |  |  |                |                |
|  |                 |                 |              | Orlando   | 50            |               |    |  |            |            |  |  |                |                |
|  | Orlando         | 69              |              | Orlando   | 50            |               |    |  |            |            |  |  |                |                |
|  | Orlando         | 69              | New York     | 48        |               |               |    |  |            |            |  |  |                |                |
|  |                 | Detroit         | New York     | 48        | 62            |               |    |  |            |            |  |  |                |                |
|  | Chicago         | Detroit         | 45           |           | 62            |               |    |  |            |            |  |  |                |                |
|  | Chicago         |                 | 45           |           |               |               |    |  |            |            |  |  |                |                |

### ArenaBowl XVII
Der ArenaBowl XVII wurde am 22. Juni 2003 in der Amalie Arena in Tampa, Florida ausgetragen. Das Spiel verfolgten 20.496 Zuschauer.
ArenaBowl MVP wurde Lawrence Samuels (Tampa Bay Storm)

## Regular Season Awards
| Award                | Gewinner         | Position                     | Team             |
| -------------------- | ---------------- | ---------------------------- | ---------------- |
| Most Valuable Player | Lawrence Samuels | Wide Receiver/Linebacker     | Tampa Bay Storm  |
| Ironman of the Year  | Randy Gatewood   | Wide Receiver/Defensive Back | Arizona Rattlers |
| Coach of the Year    | Todd Shell       | Coach                        | New York Dragons |

## Zuschauertabelle
| Team                 | Zuschauerschnitt |
| -------------------- | ---------------- |
| Arizona Rattlers     | 13.028           |
| Buffalo Destroyers   | 7.622            |
| Carolina Cobras      | 6.842            |
| Chicago Rush         | 13.897           |
| Colorado Crush       | 17.427           |
| Dallas Desperados    | 12.948           |
| Detroit Fury         | 8.489            |
| Georgia Force        | 9.126            |
| Grand Rapids Rampage | 9.674            |
| Indiana Firebirds    | 11.623           |
| Las Vegas Gladiators | 9.791            |
| Los Angeles Avengers | 13.219           |
| New York Dragons     | 10.462           |
| Orlando Predators    | 12.207           |
| San Jose SaberCats   | 13.532           |
| Tampa Bay Storm      | 12.462           |
| Ligadurchschnitt     | 11.397           |